# Edmond Roudnitska (Parfümeur)
Edmond Roudnitska (* 22. Mai 1905 in Nizza; † 17. Juni 1996 in Cabris) war ein französischer Meister-Parfümeur und Autor. Er wurde bekannt durch Parfüms wie z. B. Diorissimo und Eau Sauvage von Dior oder Femme von Rochas. Viele seiner Duftkreationen sind auch heute noch in Produktion. Seine Söhne waren der Parfümeur Michel Roudnitska sowie der Leichtathlet Edmond Roudnitska.

## Leben und Wirken
Im Jahre 1926 begann er seine Ausbildung in der Duftkunde in Grasse (Frankreich). Ab Mitte der 1930er Jahre arbeitete er anschließend mehrere Jahre bei de Laire, einem damals international bekannten Hersteller von Duftrohstoffen in Issy les Moulineaux. Im Jahre 1942 lernte er seine spätere Frau Thérèse Delvaux kennen, eine junge brillante Chemieingenieurin, die im selben Unternehmen in der Pharmazeutischen Abteilung arbeitete.
1943 lernte er den Modemacher Marcel Rochas kennen, der ihn zur Entwicklung eines Parfüms beauftragte. Das Ergebnis Femme wurde Roudnitskas Eintrittskarte in die Welt der Haute Couture. 1946 gründete er mit seiner Frau im Pariser Vorort Bécon-les-Bruyères sein Labor Art et parfum zur Entwicklung von Parfüms. 1949 verlegte er sein Labor nach Cibris in der Nähe von Grasse, wo er bis zu seinem Tode tätig war.
Insbesondere seine Düfte für Christian Dior begründeten Roudnitskas Reputation als einer der größten Parfümeure des zwanzigsten Jahrhunderts. Das auf dem Duft von Maiglöckchen basierende Diorissimo stellte einen besonderen Entwicklungsschritt im Bereich der Parfümerie dar. Anders als Rose oder Jasmin kann der Duft von Maiglöckchen nämlich nicht aus der Blüte extrahiert werden. Roudnitska umging dieses Problem, indem er eine fast perfekte Rekonstruktion dieses Duftstoffes entwickelte.

## Duftschöpfungen

### Christian Dior
- Diorama (1948)
- Eau Fraîche (1955)
- Diorissimo (1956)
- Eau Sauvage (1966)
- Diorella (1972)
- Dior-Dior (1976)

### Elizabeth Arden
- It’s You (1939)
- On Dit (1952)

### Hermès
- Eau d’Hermès (1951)
- Grande Eau d’Hermès (1987)

### Rochas
- Femme (1944)
- Mousseline (1946)
- Mouche (1947)
- Moustache (1949)
- La Rose (1949)

### Verschiedene
- Le Parfum de Thérèse. Ursprünglich in den frühen 1950er Jahren für seine Frau Thérèse entwickelt. Heutiger Inhaber der Markenrechte ist Frederic Malle, der das Parfüm unter diesem Namen seit 2000 herstellt[4].
- Ocean Rain Mario Valentino® (1990). Dieser Männerduft für Mario Valentino war Roudnitskas letzte Schöpfung.

## Bibliographie
- Edmond Rudnitska. Le Parfum. Collection: Que sais-je?. Presses Universitaires de France – PUF, Paris 1980 (5. Auflage 2000), ISBN 978-2-13-046057-2
- Odile Moréno, René Bourdon, Edmond Roudnitska (André Chastel: Vorwort): L’Intimité du Parfum. Olivier Perrin, Paris 1974, ISBN 978-2-85053-001-2.
- Edmond Rudnitska: Former les Hommes, Mythe ou Réalité?. Olivier Perrin, Paris 1975.
- L’Esthétique en Question: Introduction à une Esthétique de l’Odorat. Presses Universitaires de France – PUF, Paris.
- Une Vie au Service du Parfum (Essays seit 1938). Thérèse Vian, Paris 1991, ISBN 2-908883-01-5.